# Maarheeze (Sterksel Monastery) Cemetery

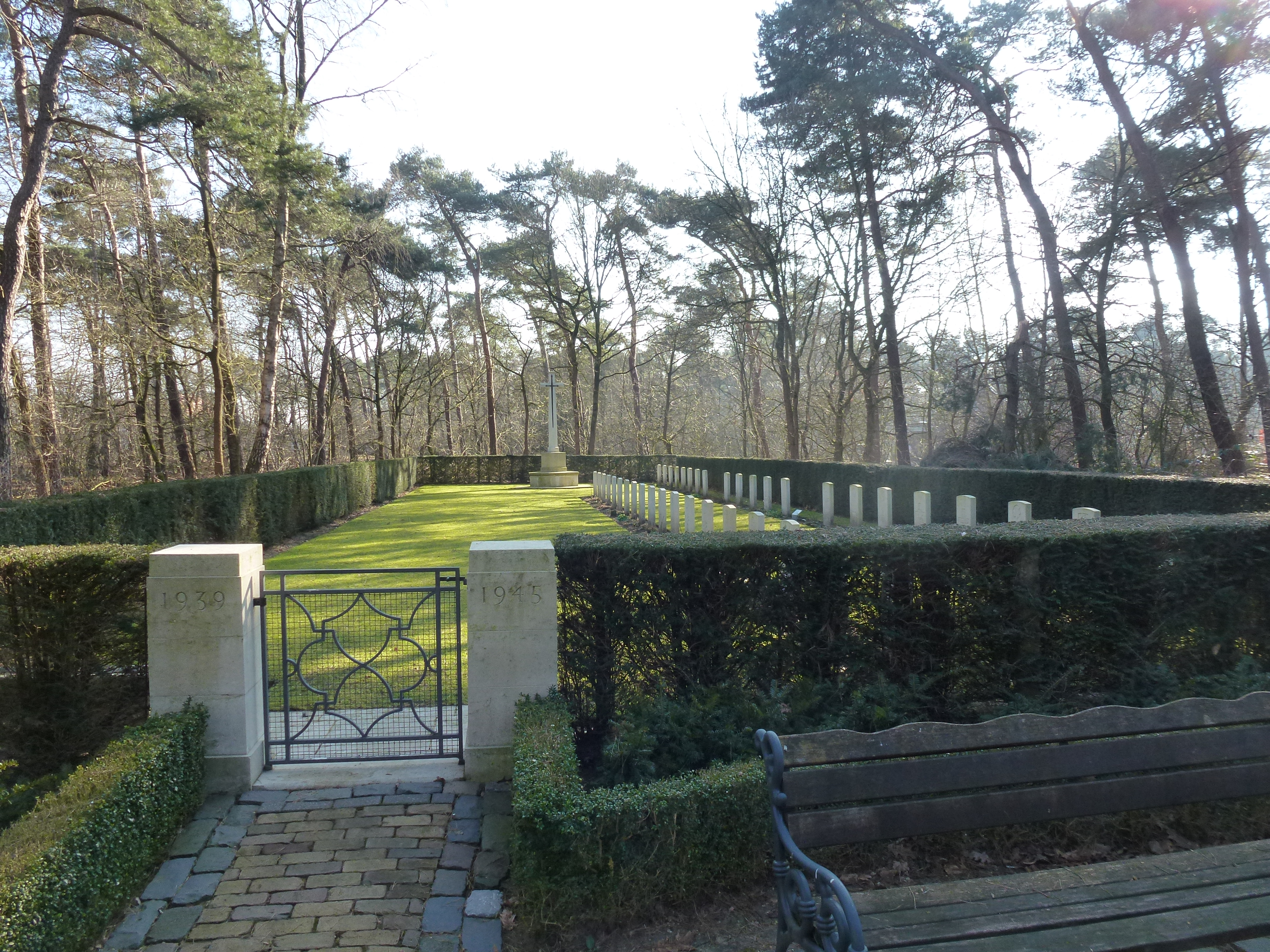

Maarheeze Cemetery (Sterksel Monastery) is een perceel met oorlogsgraven van het Gemenebest op het terrein van voormalig klooster Providentia aan de Albertlaan in de Nederlandse plaats Sterksel.
Op de begraafplaats liggen 42 doden uit de Tweede Wereldoorlog begraven, afkomstig uit leger en luchtmacht van landen van het Gemenebest.
De begraafplaats ligt verscholen in bosgebied, nabij de begraafplaats voor onder andere kloosterlingen.
Providentia is vanaf 18 september 1944 gedurende ongeveer een jaar bij de Britse strijdkrachten in gebruik geweest als veldhospitaal.
De doden op de begraafplaats zijn merendeels in dat hospitaal gestorven; een deel is om het leven gekomen bij ongelukken, of afkomstig van neergestorte vliegtuigen.
Op de begraafplaats staat een herdenkingskruis (Cross of Sacrifice) naar ontwerp van Sir Reginald Blomfield.
Het is uitgevoerd in natuursteen en er is een bronzen zwaard op aangebracht.
De Commonwealth War Graves Commission is verantwoordelijk voor de begraafplaats.